# John Campbell, 9. vévoda z Argyllu
John Campbell, 9. vévoda z Argyllu (John George Edward Henry Douglas Campbell, 9th Duke of Argyll, 9th Marquess of Kintyre and of Lorne, 9th Earl of Campbell and Cowall, 6th Baron Hamilton of Hameldun, 5th Baron Sundridge) (6. srpna 1845, Londýn, Anglie – 2. května 1914, Osborne House, Anglie) byl britský státník. Byl potomkem významného skotského rodu a oženil se s princeznou Luisou (1848–1939), dcerou královny Viktorie. V mládí byl poslancem Dolní sněmovny, od roku 1900 s titulem vévody zasedal ve Sněmovně lordů. V letech 1878–1883 byl generálním guvernérem Kanady, zastával také řadu dalších čestných funkcí, byl rytířem Podvazkového řádu a uplatnil se jako spisovatel.

## Životopis

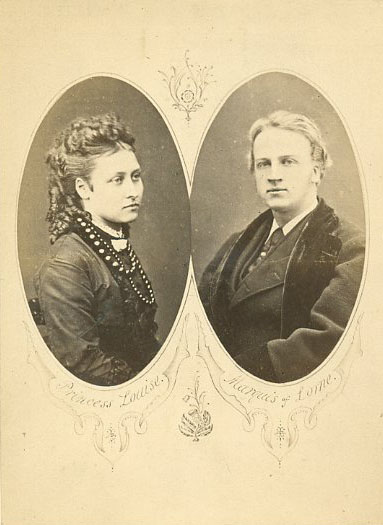
Svatební fotografie vévody z Argyllu a princezny Luisy

Narodil se v Londýně jako nejstarší syn George Campbella, 8. vévody z Argyllu, a jeho manželky Elizabeth Leveson-Gower (1823–1878) z rodu vévodů ze Sutherlandu. Prakticky od narození užíval jako otcův dědic titul markýze z Lorne. Studoval v Etonu a Cambridge, po studiích procestoval severní a střední Ameriku. V letech 1868–1878 byl poslancem Dolní sněmovny, kde patřil k liberálům, na půdě parlamentu ale nijak aktivně nevystupoval. Získal hodnost podplukovníka v dobrovolnických sborech, ale nebyl ani aktivním vojákem. V letech 1868–1871 byl tajemníkem ministra pro Indii (ministrem byl tehdy jeho otec), v roce 1875 se stal členem Tajné rady. Pohyboval se také u dvora, protože jeho matka byla v letech 1868–1870 nejvyšší hofmistryní (Mistress of the Robes) královny Viktorie. V roce 1871 se oženil s princeznou Luisou (1848–1939), čtvrtou dcerou královny Viktorie. Při sňatku vláda odsouhlasila věno ze státních financí ve výši 30 000 liber.
V listopadu 1878 byl jmenován generálním guvernérem v Kanadě bez větších předchozích zkušenosti ve vysoké politice. Jmenování do funkce kanadského generálního guvernéra bylo v Kanadě přijato s překvapením a napjatým očekáváním. Kanada byla sice korunní kolonií, ale de facto již tehdy směřovala k republikánskému pojetí své politiky. Do takového prostředí měl nyní přijít coby zástupce britské vlády přední skotský šlechtic, jehož manželkou navíc byla dcera královny Viktorie. Markýz z Lorne byl svým věkem v době nástupu do funkce (bylo mu 33 let) nejmladším kanadským generálním guvernérem v historii. V průběhu jeho funkčního období zažila Kanada ekonomický vzestup, vzrůst nacionalismu a optimismu, markýz z Lorne navíc přispěl rozvoji Kanady především v oblasti věd, umění a školství. Jeho funkční období skončilo po pěti letech na podzim 1883 a v úřadu jej následoval Henry Charles Petty-Fitzmaurice, markýz Lansdowne.
Po návratu z Kanady zastával již jen čestné funkce. Krátce byl prezidentem Královské zeměpisné společnosti (1884–1885), v letech 1892–1914 pak guvernérem Windsoru. V letech 1895–1900 byl znovu členem Dolní sněmovny, tentokrát již za stranu liberálních unionistů. V roce 1900 po otci zdědil titul vévody a vstoupil do Sněmovny lordů, zároveň převzal úřad lorda místodržitele v Argyllu. Veřejného života se zúčastnil již jen sporadicky, s manželkou pobýval v Kensingtonském paláci. Zemřel v královské rezidenci Osborne House na ostrově Wight na zápal plic. Manželství s princeznou Luisou zůstalo bez potomstva, titul vévody zdědil synovec Niall Campbell, 10. vévoda z Argyllu (1872–1949).
Během své kariéry získal Bodlákový řád (1871), Řád sv. Michala a sv. Jiří (1878), Viktoriin řád (1901) a nakonec i Podvazkový řád (1911), mimo Británii získal německý Řád černé orlice. Obdržel čestné doktoráty na univerzitách v Glasgow (1907) a Cambridge (1902).